# Ника Флајс
Ника Флајс (хрв. Nika Fleiss) је хрватска скијашица. Живи у Самобору. Почела је да скија када је имала три године. Најзапаженије резултате има у слалому. Први пут је наступила у Светском купу 27. октобра 2001. у Зелдену. Наступила је на Зимским олимпијским играма у Солт Лејк Ситију 2002. где је освојила 12. место у слалому. На Светском првенству у Швајцарској 2003, освојила је 8. место у слалому, а на Светском првенству 2005, 10. место. Најбољи резултат јој је 6. место у Швајцарској 2005, у трци Светског купа. Пропустила је сезону 2006/07. због повреде.